# Біомолекулярна електроніка

Анімація структури ділянки ДНК. Азот синій, кисень червоний, вуглець зелений, водень білий, фосфор оранжевий

Біомолекулярна електроніка або нанобіоелектроніка — міждисциплінарна галузь електроніки і нанотехнологій, у якому біомолекули (білки, ДНК тощо) і принципи біофінформатики використовуються в обчислювальній техніці для створення гібридних біоелектронних пристроїв.
Особливість полягає у використанні унікальних властивостей цих біомолекул, включаючи їх специфічне розпізнавання, самозбірку та адаптивність, для створення нових електронних систем із покращеною продуктивністю, біосумісністю та стійкістю.
Важливість біомолекулярної електроніки полягає в її потенціалі революції в різних секторах, таких як охорона здоров’я, енергетика, обчислювальна техніка та моніторинг навколишнього середовища. Інтегруючи біологічні компоненти з традиційними електронними системами, дослідники прагнуть розробити інноваційні рішення, які можуть подолати поточні технологічні обмеження та задовольнити зростаючі вимоги до високопродуктивних, енергоефективних та екологічно чистих пристроїв.

## Історія
Однією з перших віх у біомолекулярній електроніці є відкриття структури подвійної спіралі ДНК Уотсоном і Кріком у 1953 році, що заклало основу для розуміння зберігання генетичної інформації та молекулярних взаємодій. У 1960-х роках були проведені перші біоелектрохімічні дослідження, включно з реакціями переносу електронів за участю окисно-відновних ферментів і перші роботи з біопаливними елементами.
1974 року А. Авірам і М. Ратнер запропонували використовувати окремі молекули як елементну базу електронних пристроїв. Потім М. Конрад запропонував концепцію ферментативного нейрона, засновану на суцільних розподілених середовищах, що обробляють інформацію. Ці ідеї дали початок квазібіологічній парадигмі, яка, спираючись на ідеї нейронних мереж Мак Каллоха та Піттса, дозволила практично реалізувати молекулярні нейромережеві пристрої, наприклад, на основі білка бактеріородопсину.
У наступні десятиліття сфера біомолекулярної електроніки продовжувала розвиватися з розвитком електронних пристроїв на основі білків і нанотехнологій на основі ДНК. Інтеграція біомолекул із твердотільними матеріалами та електронними компонентами призвела до появи біоелектроніки як окремої галузі, що охоплює широкий спектр застосувань, таких як біосенсори, біокомп’ютери та збір енергії.
Деякі з ключових проривів у біомолекулярній електроніці включають розробку обчислень на основі ДНК, виготовлення наносенсорів на основі вуглецевих нанотрубок і використання провідних полімерів у нейронних інтерфейсах. Ці відкриття відкрили нові шляхи для досліджень і розробок у біомолекулярній електроніці, що призвело до різноманітних застосувань і міждисциплінарної співпраці.

## Принципи та поняття
Біомолекулярна електроніка покладається на унікальні властивості різних біомолекул для розробки електронних систем. Розуміння ролі різних біомолекул в електроніці, їхніх механізмів транспортування заряду та важливості біоелектронних інтерфейсів, біосумісності та стабільності має важливе значення для реалізації потенціалу галузі.

### Біомолекули в електроніці

#### Білки
Білки з їхньою різноманітною структурою та функціями є ключовими компонентами біомолекулярної електроніки. Серед інших ролей вони можуть виступати як каталізатори, елементи молекулярного розпізнавання або структурні каркаси. Ферменти, наприклад, можна використовувати для біопаливних елементів і біосенсорів, тоді як канальні білки можна використовувати в іон-селективних мембранах для збору та зберігання енергії.

#### ДНК
ДНК пропонує унікальні переваги в біомолекулярній електроніці завдяки своїй програмованій природі та властивостям самозбірки. ДНК можна використовувати як шаблон для синтезу нанодротів, каркасів для організації наночастинок або як носій інформації в обчислювальних системах на основі ДНК і системах зберігання даних.

#### Інші біомолекули
Окрім білків і ДНК, інші біомолекули, такі як ліпіди, вуглеводи та РНК, також відіграють важливу роль у біомолекулярній електроніці. Ліпіди можуть утворювати біоміметичні мембрани для датчиків і пристроїв перетворення енергії, тоді як вуглеводи можуть забезпечувати біосумісність і специфічні властивості розпізнавання. РНК, подібно до ДНК, може діяти як програмований каркас, а також брати участь у біокомп’ютерах.

### Механізми транспортування заряду
У біомолекулярній електроніці розуміння транспорту заряду через біомолекули має вирішальне значення для оптимізації продуктивності пристрою. Перенесення заряду може відбуватися за допомогою різних механізмів, таких як стрибки електронів, тунелювання або суперобмін, залежно від типу біомолекули та електронного середовища.

### Біоелектронні інтерфейси
Інтерфейс між біомолекулами та електронними компонентами є критичним аспектом біомолекулярної електроніки. Розробка ефективних біоелектронних інтерфейсів вимагає точного контролю над орієнтацією, іммобілізацією та функціональністю біомолекул для забезпечення ефективної передачі сигналу та продуктивності пристрою.

### Біосумісність і стабільність
Для багатьох застосувань, особливо в охороні здоров’я та імплантованих пристроях, біосумісність є важливою. Біомолекулярні електронні системи повинні бути не тільки сумісними з живими тканинами та біологічними середовищами, але й зберігати свою функціональність і стабільність у фізіологічних умовах. Досягнення довгострокової стабільності та надійності біомолекулярних пристроїв залишається серйозною проблемою в цій галузі.

## Методи і прийоми
Розробка та дослідження біомолекулярної електроніки вимагають різноманітних методів і технік для синтезу та модифікації біомолекул, складання та створення візерунків, характеристики, симуляції та моделювання. Ці методи відіграють вирішальну роль у проєктуванні, виготовленні та оцінці біоелектронних пристроїв.

### Синтез і модифікація біомолекул
Щоб включити біомолекули в електронні системи, дослідники повинні спочатку синтезувати або виділити біомолекули та модифікувати їх, якщо необхідно. Методи синтезу білка включають технологію рекомбінантної ДНК і безклітинний синтез білка, тоді як ДНК і РНК можна синтезувати хімічним шляхом або витягти з біологічних джерел. Біомолекули можна модифікувати за допомогою хімічних, ферментативних методів або методів генної інженерії для підвищення стабільності, функціональності або сумісності з електронними компонентами. (Див. також Моделювання білків)

### Збірка та викрійка
Інтеграція біомолекул в електронні пристрої часто вимагає точного контролю над їх просторовою організацією та структуруванням. Для цієї мети можуть бути використані різні методики, включаючи самозбірку, літографію, мікроконтактний друк, нанолітографію зануреним пером та електроформування. Ці методи дозволяють створювати чітко визначені структури та візерунки на мікро- та наномасштабі, необхідні для функціональності багатьох біоелектронних пристроїв.

### Оцінка характеристик
Щоб оцінити продуктивність біоелектронних пристроїв і вивчити властивості біомолекул в електронних системах, дослідники використовують низку методів визначення характеристик. Вони можуть включати електрохімічні методи (наприклад, циклічна вольтамперометрія, спектроскопія імпедансу), спектроскопічні методи (наприклад, УФ-видимість, флуоресценція, Раман), мікроскопічні методи (наприклад, атомно-силова мікроскопія, скануюча електронна мікроскопія, просвічуюча електронна мікроскопія) та інші методи такі як поверхневий плазмонний резонанс і мікроваги кристалів кварцу.

### Симуляція та моделювання
Обчислювальні методи відіграють важливу роль у розвитку біомолекулярної електроніки, надаючи розуміння основних процесів і керуючи плануванням експерименту. Дослідники використовують різні методи симуляції та моделювання, включаючи симуляції молекулярної динаміки, розрахунки квантової механіки та аналіз кінцевих елементів. Ці методи можна використовувати для вивчення механізмів транспортування заряду, згортання білків, біомолекулярних взаємодій і поведінки біоелектронних пристроїв за різних умов.
Підсумовуючи, методи та методи, які використовуються в дослідженнях біомолекулярної електроніки, різноманітні та міждисциплінарні, охоплюючи від молекулярної біології та хімії до матеріалознавства та обчислювального моделювання. Поєднання цих методів дозволяє дослідникам розробляти, виготовляти та оцінювати інноваційні біоелектронні пристрої, які використовують унікальні властивості біомолекул.

## Застосування
Біомолекулярна електроніка має широкий спектр потенційних застосувань, використовуючи унікальні властивості біомолекул для розробки інноваційних рішень у різних галузях. Ось кілька ключових застосувань біомолекулярної електроніки:

### Сенсори та біосенсори
Біомолекулярна електроніка широко використовується для розробки сенсорів і біосенсорів для виявлення різних хімічних і біологічних аналітів. Використовуючи такі біомолекули, як ферменти, антитіла або нуклеїнові кислоти, в електронних пристроях можна створювати високочутливі та селективні датчики для застосування в охороні здоров’я, моніторингу навколишнього середовища, безпечності харчових продуктів тощо.

### Збір та зберігання енергії
Біоелектронні пристрої можна використовувати для генерування та зберігання енергії, використовуючи природні процеси біомолекул. Наприклад, біопаливні елементи перетворюють хімічну енергію з органічних субстратів в електричну, використовуючи ферменти або цілі клітини як каталізатори. Інші системи збору енергії включають біологічні фотоелектричні елементи та іоноселективні мембрани, які використовують властивості білків і ліпідів.

### Біокомп'ютери та зберігання даних
Програмована природа ДНК і РНК надихнула на розробку біомолекулярних обчислювальних систем, які можуть вирішувати складні обчислювальні проблеми, використовуючи біологічні молекули як носії інформації. Зберігання даних на основі ДНК пропонує компактну, енергоефективну та тривалу альтернативу традиційним носіям інформації, тоді як логічні схеми на основі ДНК та РНК можуть виконувати паралельну обробку та приймати рішення.

### Системи доставки ліків
Біомолекулярну електроніку можна використовувати для створення цільових систем доставки ліків, які реагують на специфічні біологічні чи навколишні стимули. Включаючи біомолекули в чутливі матеріали або наноструктури, дослідники можуть розробляти системи, які вивільняють терапевтичні агенти за потребою, підвищуючи ефективність лікування та мінімізуючи побічні ефекти. (Див. також Наномедицина)

### Нейроінтерфейси та протезування
Інтеграція біомолекул в електронні системи дозволяє розробляти біосумісні нейронні інтерфейси та нейропротези. Використовуючи провідні біополімери, матеріали на основі пептидів або інші біомолекули, дослідники можуть створювати гнучкі, біосумісні пристрої, які взаємодіють із нервовою системою, сприяючи розробці передових нейропротезів та інтерфейсів мозок-комп’ютер. (Див. також Нейроінженерія)

### Екологічний моніторинг та рекультивація
Біомолекулярну електроніку можна використовувати для розробки пристроїв для моніторингу та очищення забруднень навколишнього середовища. Біосенсори можуть виявляти забруднювачі, патогени або токсини в повітрі, воді та ґрунті, тоді як біоелектрохімічні системи можуть розщеплювати або перетворювати забруднювачі на менш шкідливі сполуки, пропонуючи стійкі рішення для захисту та управління навколишнім середовищем.  (Див. також Зелені нанотехнології)
Підводячи підсумок, можна сказати, що застосування біомолекулярної електроніки є різноманітним і далекосяжним, з потенціалом революціонізувати різні галузі шляхом використання унікальних властивостей і функцій біомолекул. Від охорони здоров’я до захисту навколишнього середовища, біомолекулярна електроніка пропонує інноваційні рішення для актуальних глобальних проблем, прокладаючи шлях до більш сталого та пов’язаного майбутнього.

### Органоїдний інтелект
Органоїдний інтелект (ОІ) — це нова міждисциплінарна галузь, зосереджена на розробці біологічних обчислень із використанням 3D-культур клітин людського мозку (органоїдів мозку) і технологій інтерфейсу мозок-машина. Біобчислювальні системи на основі OI мають потенціал для швидшого прийняття рішень, безперервного навчання під час виконання завдань і більшої ефективності використання енергії та даних, ніж обчислення на основі кремнію та штучного інтелекту. Розвиток OI може покращити наше розуміння розвитку мозку, навчання, пам’яті та потенційно допоможе знайти лікування неврологічних розладів, таких як деменція.
OI включає збільшення органоїдів мозку в складні, міцні 3D-структури, збагачені клітинами та генами, пов’язаними з навчанням, підключення їх до пристроїв введення та виведення наступного покоління та систем ШІ/машинного навчання. Для цього потрібні нові моделі, алгоритми та технології інтерфейсу, щоб спілкуватися з органоїдами мозку, розуміти, як вони навчаються та обчислюють, а також обробляти та зберігати величезні обсяги даних, які вони генерують.
Хоч ОІ і не відноситься безпосередньо до біомолекулярної електроніки, багато методів та інструментів біомолекулярної електроніки можуть бути застосованні в інженерії біологічних систем, на кшталт, органоїдів мозку.

### Омолодження
Старіння та омолодження — це багатогранні процеси, що проходять у всіх організмах. Хоча різні аспекти старіння були широко вивчені (див. Механізми старіння), роль біомолекулярної електроніки, біохімічних градієнтів і біомеханічних градієнтів у старінні залишається на червень 2023 року менш зрозумілою, але потенційно перспективною.

## Досягнення
ДНК, РНК, білки та інші біомолекули в природі беруть участь у перенесенні заряду і мають нанометровий розмір. Молекула ДНК має важливі для створення електронних пристроїв властивості: самовідтворюваність, можливість копіювання і самоскладання. Біологічні молекули можуть мати властивості діелектриків, металів, напівпровідників та надпровідників. На їх основі можна створити: нанотранзистори, нанодіоди, логічні елементи, нанодвигуни, нанобіочіпи й інші прилади нанометрового масштабу.
Розроблено конструкцію електронного нанобіочіпа, в основі роботи якого лежить властивість зміни провідності одноланцюжкового олігонуклеотида за його гібридизації з комплементарною ділянкою. Такий біочіп буде в мільйон разів продуктивнішим від оптичних ДНК-біочіпів. Як і оптичний біочіп, електронний біочіп можна використати для діагностики різних захворювань і одночасного секвенування сотень тисяч генів, що робить реальним створення генетичного паспорта окремої людини.
Передбачається, що електронні пристрої на основі біомолекул будуть у тисячу разів продуктивнішими від напівпровідникових.
Вже розроблено технологію створення молекулярних нановолокон-проводів на основі ДНК і електронної пам'яті на основі вірусу тютюнової мозаїки.

## Виклики та обмеження
Незважаючи на значний прогрес у біомолекулярній електроніці, необхідно вирішити кілька проблем і обмежень, щоб повністю реалізувати потенціал цієї міждисциплінарної галузі. Деякі з найбільш нагальних проблем включають стабільність і надійність біомолекулярних пристроїв, масштабованість та інтеграцію зі звичайною електронікою, а також етичні міркування та потенційні ризики.

### Стабільність і міцність біомолекулярних пристроїв
Головною проблемою в біомолекулярній електроніці є забезпечення довгострокової стабільності та надійності біомолекулярних пристроїв. Біомолекули можуть бути чутливими до факторів навколишнього середовища, таких як температура, вологість і pH, що може призвести до денатурації або втрати функції. Розробка стратегій для підвищення стабільності біомолекул, таких як хімічна модифікація, іммобілізація на поверхнях або інкапсуляція в захисних матрицях, має вирішальне значення для успішного впровадження біомолекулярної електроніки в практичні застосування.

### Масштабованість та інтеграція зі звичайною електронікою
Інтеграція біомолекул зі звичайними електронними компонентами та матеріалами може бути складною через відмінності в розмірах, техніках виготовлення та умовах експлуатації. Масштабованість є ще однією проблемою, оскільки багато біомолекулярних пристроїв працюють на мікро- або наномасштабі, і масштабування цих пристроїв для більш масштабних застосувань може бути технічно складним. Розробка інноваційних матеріалів, технологій виготовлення та стратегій інтеграції має важливе значення для подолання цих проблем і підвищення сумісності біомолекулярної електроніки з існуючими технологіями.

### Етичні міркування та потенційні ризики
Як і будь-яка нова технологія, біомолекулярна електроніка викликає етичні питання та потенційні ризики, які необхідно враховувати. Наприклад, використання генетично модифікованих організмів або біоінженерних матеріалів в електронних пристроях може становити ризик для здоров’я людини або навколишнього середовища. Крім того, розробка передових біообчислювальних систем або нейронних інтерфейсів може викликати занепокоєння щодо конфіденційності, безпеки та можливого зловживання. Вирішення цих етичних міркувань і потенційних ризиків потребує міждисциплінарного підходу, який залучає не лише вчених та інженерів, але й етиків, політиків та інших зацікавлених сторін, щоб забезпечити відповідальний і безпечний розвиток біомолекулярної електроніки.
Вирішуючи ці проблеми, дослідники можуть прокласти шлях до більш надійних, ефективних і безпечних біомолекулярних електронних пристроїв, які можуть революціонізувати різні галузі промисловості та сприяти більш стійкому майбутньому.

## Перспективи та розвиток
Біомолекулярна електроніка – це швидкозростаюча міждисциплінарна сфера з величезним потенціалом для майбутніх досягнень. Деякі з ключових перспектив і розробок у цій галузі включають досягнення в синтетичній біології та біоматеріалах, інтеграцію з нанотехнологіями та мікроелектронікою, а також міждисциплінарне співробітництво та нові напрямки досліджень.

### Синтетична біологія та біоматеріали
Синтетична біологія та дослідження біоматеріалів продовжуватимуть відігравати вирішальну роль у розробці нових біомолекулярних електронних пристроїв. Досягнення в цих областях можуть призвести до створення нових біомолекул з покращеними властивостями або розробки гібридних матеріалів, які поєднують переваги біологічних і синтетичних компонентів. Це полегшить проєктування більш ефективних, надійних і функціональних біомолекулярних електронних пристроїв.

### Інтеграція з нанотехнологіями та мікроелектронікою
Очікується, що інтеграція біомолекулярної електроніки з нанотехнологіями та мікроелектронікою призведе до розробки інноваційних пристроїв із розширеними можливостями. Нові матеріали та методи виготовлення, такі як самозбірка або створення нанопаттернів, можуть уможливити створення більш складних і мініатюрних біомолекулярних електронних систем із покращеною продуктивністю та функціональністю.

### Міждисциплінарне співробітництво та нові напрямки досліджень
Оскільки галузь біомолекулярної електроніки продовжує розвиватися, міждисциплінарна співпраця між дослідниками з різних професій ставатиме все важливішою. Ця співпраця може стимулювати інновації шляхом об’єднання досвіду з різних галузей, таких як біологія, хімія, фізика, інженерія та інформатика. Нові дослідницькі галузі, такі як біогібридні системи, нейроморфні обчислення та біоробототехніка, також можуть отримати вигоду від досягнень біомолекулярної електроніки та запропонувати нові можливості для досліджень і розробок.

### Книги
- Petty Michael C. (2019). Organic and molecular electronics: from principles to practice (вид. 2nd edition). Hoboken, NJ, USA. ISBN 978-1-118-87927-6.
- Guo Xuefeng (2019). Molecular-scale electronics: current status and perspectives. Cham. ISBN 978-3-527-81891-4.
- Demidov Vadim V. (2020). DNA beyond genes: from data storage and computing to nanobots, nanomedicine, and nanoelectronics. Cham: Springer. ISBN 978-3-030-36434-2
- Dong Xiang; Li Yu (2020). Molecular-scale electronics concept, fabrication and application. Weinheim. ISBN 978-3-527-81888-4.
- Li Tao (2021). Nanogap electrodes. Weinheim, Germany: Wiley-VCH. ISBN 978-3-527-65956-2.
- Diacci, Chiara (2021). Organic Bioelectronic Devices for Selective Biomarker Sensing Towards Integration with Living Systems. Linköping: Linköping University Electronic Press. ISBN 978-91-7929-039-9.
- Sher Omer (2022). Nanoparticles based molecular electronic devices with tunable molecular functionalization shell and gas sensing measurements. Uppsala. ISBN 978-91-513-1519-5.

### Журнали
- Biosensors and Bioelectronics & X
- Bioelectrochemistry
- Nature Nanotechnology
- Advanced Materials
- Nano Today

### Статті
- Scudellari Megan (29 грудня 2015). DNA for data storage and computing. Proceedings of the National Academy of Sciences. (англ.) 112 (52). с. 15771–15772. doi:10.1073/pnas.1520100112.
- Tianming Li, Vineeth Kumar Bandari, Oliver G. Schmidt (2022). Molecular Electronics: Creating and Bridging Molecular Junctions and Promoting Its Commercialization. Advanced Materials. (англ.) doi:10.1002/adma.202209088.
- Flynn Connor D.; Chang Dingran; Mahmud Alam та ін. (11 травня 2023). Biomolecular sensors for advanced physiological monitoring. Nature Reviews Bioengineering (англ.).  doi:10.1038/s44222-023-00067-z.